# Walt Disney Concert Hall

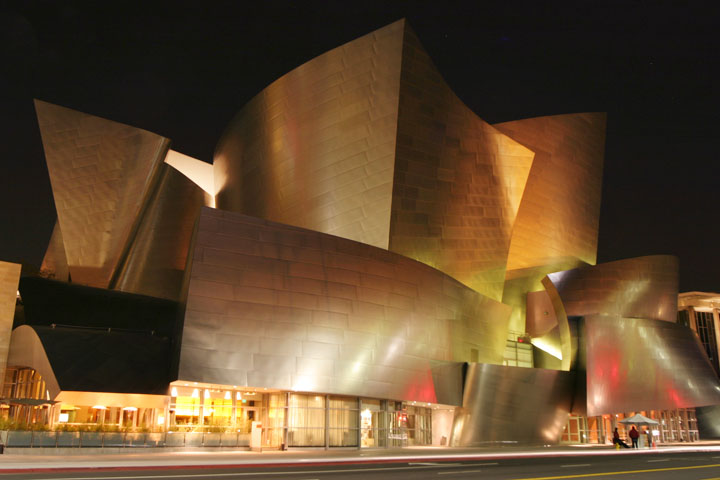
Vista de nit

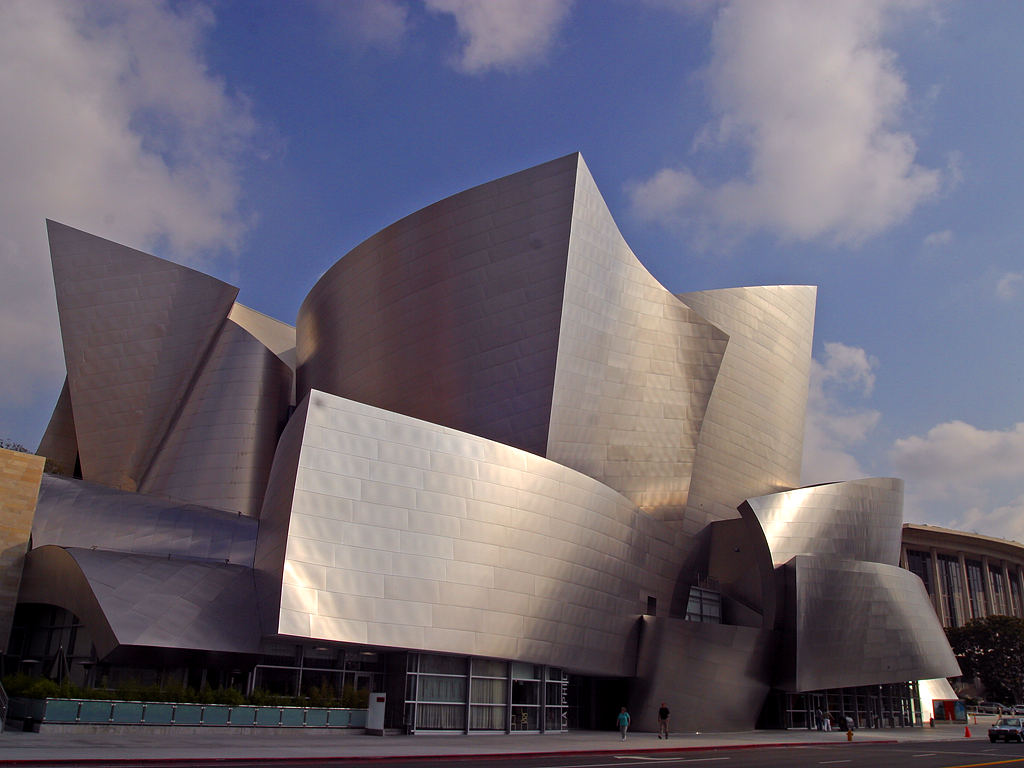
Vista del Walt Disney Concert Hall.

El Walt Disney Concert Hall (Sala de Concerts Walt Disney) és la quarta sala de Concerts al Centre de Música de Los Angeles.

## L'edifici

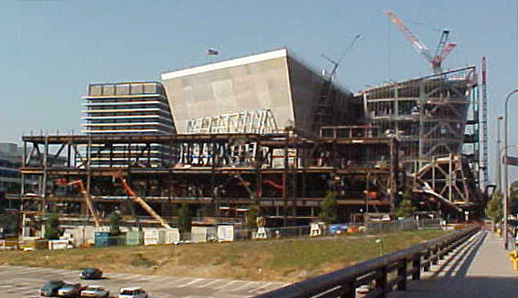
Vista durant la construcció (14/07/2001).

La sala té una capacitat de 2.265 persones i serveix (entre altres coses) de seu de l'Orquestra Filharmònica de Los Angeles i el Cor Magistral de Los Angeles. Va obrir el dia 23 d'octubre de 2003, dissenyada per Frank Gehry, i està construïda amb el seu característic estil de disseny de metall.
Encara que el Museu Guggenheim Bilbao va ser construït abans, el disseny del Disney Hall és anterior. El disseny de l'interior ha estat considerat un gran assoliment per arquitectes. L'acústica és millor que la de la seva veïna sala, el Dorothy Chandler Pavilion. Per a la cerimònia d'inauguració es va encarregar una obra al compositor americà John Adams, The Dharma at Big Sud.